# Hugh Cornwell
Hugh Alan Cornwell (Londra, 28 agosto 1949) è un cantante e chitarrista britannico, celebre come ex cantante ed ex chitarrista del gruppo musicale The Stranglers dal 1974 al 1990. Da quando ha lasciato gli Stranglers, Cornwell ha registrato altri dieci album in studio da solista e continua a registrare e a esibirsi dal vivo.

## Biografia
Cornwell è cresciuto a Tufnell Park e Kentish Town e ha frequentato la William Ellis School di Highgate, dove ha suonato il basso in una band con Richard Thompson, in seguito membro del gruppo folk rock Fairport Convention. Alla fine degli anni '60, dopo aver conseguito una laurea in biochimica presso l'Università di Bristol, intraprende una ricerca post laurea presso l'Università di Lund in Svezia. Non molto tempo dopo il suo arrivo forma la band Johnny Sox.
Cornwell torna in Inghilterra nel 1974 con i Johnny Sox (senza Hans Wärmling). Il batterista Jet Black si unisce al gruppo. Per un certo periodo sono soltanto Cornwell e Black, ai quali si aggiunge poi il bassista Jean-Jacques Burnel. Il chitarrista, tastierista e sassofonista Hans Wärmling, svedese in vacanza, entra nel gruppo sul finire del 1974. Il nome Johnny Sox viene abbandonato e la band adotta il nome di Guildford Stranglers, che diventerà semplicemente Stranglers.
Wärmling fu presto sostituito da Dave Greenfield, che si unì al gruppo nel 1975 dopo aver risposto a un annuncio pubblicato sulla rivista Melody Maker. Cornwell era il chitarrista principale del gruppo e cantava anche la maggior parte delle canzoni, mentre Burnel era la prima voce in circa un terzo delle canzoni del gruppo. Anni dopo, Burnel ha ricordato che spesso cantava i testi scritti da Cornwell e viceversa, a seconda di "chi avesse la voce migliore per quella particolare canzone".
Nel 1977 il gruppo si procura un contratto di registrazione con la United Artists Records. Diventa la band di maggior successo commerciale della scena punk britannica, con numerosi singoli e album di successo. Nel 1979 Cornwell registra il primo album in studio senza il gruppo, Nosferatu, in collaborazione con Robert Williams, batterista della Captain Beefheart's Magic Band. Il primo album in studio da solista di Cornwell, Wolf (1988), è prodotto da Ian Ritchie con la produzione aggiuntiva di due brani da parte di Clive Langer e Alan Winstanley, che avevano realizzato i primi tre album degli Stranglers e prodotto il loro quarto album in studio, The Raven (1979).
Nel 1990 Cornwell decide che gli Stranglers non possono andare oltre dal punto di vista artistico. Registra con la band l'album 10, prima di lasciarla dopo 16 anni.

## Discografia

### Album in studio
- 1988 - Wolf
- 1993 - Wider (pubblicato negli Stati Uniti nel 1999 con il titolo First Bus to Babylon)
- 1997 - Guilty (pubblicato negli Stati Uniti nel 1999 con il titolo Black Hair, Black Eyes, Black Suit)
- 2000 - Hi Fi
- 2002 - Footprints in the Desert
- 2004 - Beyond Elysian Field
- 2008 - Hooverdam
- 2012 - Totem and Taboo
- 2018 - Monster
- 2022 - Moments of Madness

In collaborazione
- 1979 - Nosferatu (con Robert Williams)
- 1992 - CCW (con CCW, Roger Cook e Andy West)
- 2016 - The Time It's Personal (con John Cooper Clarke)

Come Sons of Shiva
- 2002 - Sons of Shiva (con Sex W. Johnston)

### Album dal vivo
- 1999 - Solo
- 2002 - Mayday
- 2003 - In the Dock[1] (*)
- 2006 - Dirty Dozen
- 2006 - People, Places, Pieces
- 2007 - Beyond Acoustic Fields
- 2010 - New Songs for King Kong
- 2014 - Live at the Vera

### Raccolte
- 2011 - You're Covered
- 2015 - The Fall and Rise of Hugh Cornwell